# Saint-Maxent
 Saint-Maxent  es una población y comuna francesa, en la región de Región de Alta Francia, departamento de Somme, en el distrito de Abbeville y cantón de Gamaches.

## Demografía
| 421 | 417 | 379 | 365 | 365 | 369 | 393 |
| Para los censos de 1962 a 1999 la población legal corresponde a la población sin duplicidades (Fuente: INSEE [Consultar]) |     |     |     |     |     |     |